# 独り芝居の道化師
『独り芝居の道化師』（原題：Script for a Jester's Tear）は、イギリスのプログレッシブ・ロック・バンド、マリリオンが1983年に発表した初のスタジオ・アルバム。

## 背景
マリリオンのデビュー・シングル「マーケット・スクエア・ヒーローズ」（1982年）はデヴィッド・ヒッチコックによってプロデュースされたが、フィッシュによれば、EMIは「よりモダンなプロデューサーを起用すべき」と判断し、最終的にはシン・リジィやToyah等の作品を手掛けたニック・タウバーが本作をプロデュースした。収録曲の中には、デビュー前にバンドを脱退したディズ・ミニット（ベース）とブライアン・ジェリマン（キーボード）が作曲に関与したものもある。
シングル「マーケット・スクエア・ヒーローズ」のジャケットの絵を描いたマーク・ウィルキンソンが、本作のジャケットも引き続き手掛けた。ウィルキンソンはRockpages.grによるインタビューにおいて、本作のジャケットのイメージを「ゴミゴミした部屋の中で成功を目指している孤独なソングライター」と説明している。また、マリリオンが次作『破滅の形容詞』（1984年）で発表した「パンチ&ジュディ」や「彼女はカメレオン」といった曲は、本作のジャケットに描かれた事物がヒントになって生まれた。イギリスでは、ジャケットの絵を使用したピクチャー・ディスク仕様のLPも発売されている。

## 反響・評価
本作は1983年3月26日付の全英アルバムチャートで初登場7位となり、31週チャート圏内に入るヒットを記録した。本作からの先行シングル「ヒー・ノウズ、ユー・ノウ」は全英シングルチャートで35位に達し、その後「ガーデン・パーティ」がシングル・カットされて全英16位に達した。
スウェーデンでは1983年6月14日付のアルバム・チャートで42位を記録。アメリカでは本作がBillboard 200で175位に達し、シングル「ヒー・ノウズ、ユー・ノウ」は『ビルボード』のメインストリーム・ロック・チャートで21位を記録した。
John Franckはオールミュージックにおいて5点満点中4.5点を付け「過剰とも言えるほど難解で複雑でシアトリカル」「なおもバンドの最高傑作であり続け、彼らが後に発表していく作品の基準となっている」と評している。

## 収録曲
特記なき楽曲はデレク・ディック（フィッシュ）、スティーヴ・ロザリー、マーク・ケリー、ピート・トレワヴァス、ミック・ポインター、ディズ・ミニット、ブライアン・ジェリマンの共作。
1. 独り芝居の道化師 - "Script for a Jester's Tear" (Derek Dick, Steve Rothery, Mark Kelly, Pete Trewavas, Mick Pointer) - 8:39
2. ヒー・ノウズ、ユー・ノウ - "He Knows You Know" - 5:22
3. ザ・ウエブ - "The Web" (D. Dick, S. Rothery, M. Kelly, P. Trewavas, M. Pointer, Brian Jelliman) - 8:48
4. ガーデン・パーティ - "Garden Party" - 7:15
5. チェルシー・マンデイ - "Chelsea Monday" (D. Dick, S. Rothery, M. Kelly, P. Trewavas, M. Pointer) - 8:16
6. 忘れ去られた子供たち - "Forgotten Sons" - 8:21

### 1997年リマスターCDボーナス・ディスク
1. "Market Square Heroes (Battle Priest Version)" (D. Dick, S. Rothery, M. Kelly, P. Trewavas, M. Pointer, Diz Minnett) - 4:17
2. "Three Boats Down from the Candy" (D. Dick, S. Rothery, M. Kelly, P. Trewavas, M. Pointer) - 4:30
3. "Grendel (Fair Deal Studios Version)" - 19:08
4. "Chelsea Monday (Manchester Square Demo)" (D. Dick, S. Rothery, M. Kelly, P. Trewavas, M. Pointer) - 6:54
5. "He Knows You Know (Manchester Square Demo)" - 4:29
6. "Charting the Single (Alternative Version)" (D. Dick, S. Rothery, M. Kelly, P. Trewavas, M. Pointer) - 4:51
7. "Market Square Heroes (Alternative Version)" (Battle Priest Version)" (D. Dick, S. Rothery, M. Kelly, P. Trewavas, M. Pointer, D. Minnett) - 4:48

## 参加ミュージシャン
- フィッシュ - ボーカル
- スティーヴ・ロザリー - ギター
- マーク・ケリー - キーボード
- ピート・トレワヴァス - ベース
- ミック・ポインター - ドラムス、パーカッション

アディショナル・ミュージシャン
- ピーター・コックバーン - ヴォイス(on #6)
- Marquee Club's Parents Association Children's Choir - バッキング・ボーカル(on #6)